# Любовниците от Валдаро
„Любовниците от Валдаро“, известни още като „Влюбените от Валдаро“ са двойка човешки скелети датирани на възраст от около 6000 години. Те са открити през 2007 г. от археолози в неолитна гробница в с. Валдаро, Сан Джорджо в близост до Мантуа, Италия. Двамата починали са погребани заедно с лице един към друг, а краката и ръцете им са преплетени в поза наподобяваща прегръдка на влюбени.
Разкопките се ръководят от археологът Елена Мария Меноти. Скелетите са на мъж и жена с приблизителна височина от 157 cm и на не повече от двадесетгодишна възраст при настъпването на смъртта им. Двойката вероятно е поставена в тази поза след смъртта им. В близост до врата на мъжкият скелет има кремъчно острие (връх) на стрела, а женския скелет има дълго кремъчно острие на бедрото си и още два кремъчни ножа под таза. Остеологичният преглед на скелетите не показва следи от насилствена смърт, няма фрактури или микротравми, така че кремъчните остриета в гроба на двойката, вероятно са погребални дарове.
Скелетите са показани за кратко пред публика през 2011 г., а през 2014 г. са изложени за постоянно в стъклена витрина в Националния археологически музей в Мантуа, който се намира в периметъра на херцогския дворец в Мантуа.